# 戸田めぐみ
戸田 めぐみ（とだ めぐみ、1990年12月8日 - ）は、日本の女性声優。東京都出身。ケンユウオフィス所属。

## 略歴
小さい頃は、色々な子と遊んでいたという。幼稚園時代、お散歩で年下の子と2人で手をつないていたが、「めぐちゃんと手をつなぎたいんだ！」と泣いてしまった子が続出したようで、そのことを聞いた時は嬉しかったという。友人とはセーラームーンごっこが流行しており、戸田はセーラームーンかセーラーマーズのどちらかを演じることが多かった。しかし、戸田は土萠ほたるが好きだったこともあり、セーラーサターンが一番好きだったという。
保育園生の時、『それいけ!アンパンマン』のばいきんまんと『ドレミファ・どーなっつ!』のれっしーの声は「どうして同じなんだろう」と思った。その時は職業としての声優の認識はなかったが、「その声になりたい!」と思っていた。
中学の頃は、邪気眼の香りがしており、ある日ふと、「この世に本当に必要な人間がいるのか」と考え出していた。自分の周囲で「この人がいなくなっちゃヤダ」というのはあるが、地球規模で考えたら人がひとり消えても何も変わらず世界が回っていく気がして「どうしよう…じゃあ、人とのつながりを増やすしかない、人から必要とされる人になろう!」と思った。その後は部長、委員長、生徒会長をしていた。
高校卒業後にtalk back養成所に入所する。その際には親の反対が強く、反対を押し切って声優の道に進んだが、「どうしても声優になりたいなら、23歳までにこの仕事1本で食べていけるようになりなさい、ダメだったら親が決めた婚約者と結婚しなさい」と言われたという。母子家庭の一人っ子だったことから、将来のことを色々心配してくれたようだったという。
『おしりかじり虫』のさくらさん役でデビューを果たした。小さい時に母親と一緒に『それいけ!アンパンマン』を観たのが楽しかったことから子供向けアニメに出演ことがすごく嬉しかった。同役は、佐久間レイが演じていたたーすけ君と組む役で、その佐久間については、戸田が小さい頃にテレビで知っていたため、その時の戸田はすごく緊張していたという。

## 人物
役柄としては、声優デビュー後は子供役や線の細い女の子役を演じることが多かったが、『アイドルマスター ミリオンライブ!』の舞浜歩役で初めてボーイッシュな役柄を演じ、そこで初めて人前で歌ったり踊ったりすることも経験。舞浜歩役を演じて以降はボーイッシュな役柄が増えて、『アイドルマスター』で歌って踊るようになってからは、同じような機会をもらうことが増えたという。
趣味は、ヘアケア、カラオケ、ショッピング、観劇。特技は、菓子作り、イラスト。好物はワサビ。ワサビが好物のキャラクターを演じるうちに、戸田自身もワサビが好きになったという。
「河童捕獲許可証」を持っている。

## 出演
太字はメインキャラクター。

### テレビアニメ
2012年
- おしりかじり虫（さくらさん、オレンジ 他）
- 戦国コレクション（園児）

2013年
- がんばれ! ルルロロ TINY★TWIN★BEARS（マギーのママ、若奥さん、赤ちゃん 他）
- キングダム（側女）
- それいけ!アンパンマン（子ども、サクランボB、子供C 他）
- HUNTER×HUNTER（アマナ）

2014年
- 超爆裂異次元メンコバトル ギガントシューター つかさ（葵兄弟 兄）
- 桜Trick（飯塚ゆず）
- スペース☆ダンディ（ウェイトレス）
- ハマトラ（葬儀場の女）
- ベイビーステップ（白河揚羽、アナウンス）
- 鬼灯の冷徹（TVの声、小野小町、飼い主、侍女、新卒 他）
- まじっく快斗1412

2015年
- えとたま（キーたん）
- すべてがFになる THE PERFECT INSIDER（デボラ）
- Dance with Devils（声）
- デュラララ!!×2（2015年 - 2016年、ノン）- 2シリーズ
- ドラえもん（テレビ朝日版第2期）（クラスメイトB）
- トリアージX（南城亜里沙）
- ふなっしーのふなふなふな日和（はると、青なっしー 他）
- ブレイブビーツ（田中英史、舞人の母)
- ユリ熊嵐（生徒3）
- 乱歩奇譚 Game of Laplace（キャバ嬢B）

2016年
- ALL OUT!!（女子生徒）
- 紅殻のパンドラ（受付A）
- 双星の陰陽師（愛川優奈）
- 虹色デイズ（千葉、女子生徒）
- NEW GAME!（2016年 - 2017年、篠田はじめ） - 2シリーズ
- B-PROJECT〜鼓動*アンビシャス〜（女の子A）

2017年
- 覆面系ノイズ（学生アナウンス、女性審査員）
- ひなこのーと（劇団員、アナウンス、スケバン）
- sin 七つの大罪（十束真莉亜）
- 最遊記RELOAD BLAST / RELOAD -ZEROIN-（2017年 - 2022年、村の女、子供、母親、女性、村人、白竜） - 2シリーズ
- 潔癖男子!青山くん（力石結子、優）
- ナナマル サンバツ（九条このみ）

2018年
- あそびあそばせ（アグリッパ、テニス部顧問、大学の友人、安藤先生、猫）
- ポチっと発明 ピカちんキット（ウサ子）

2019年
- ぱすてるメモリーズ（里中小町）
- エガオノダイカ（ラナ、エリザ・ラングフォード）
- この音とまれ!（鈴森詩） - 2シリーズ
- ナカノヒトゲノム【実況中】（忍霧サクラ）

2020年
- ド級編隊エグゼロス（陽香）

2021年
- 2.43 清陰高校男子バレー部（黒羽絃子）
- ピーチボーイリバーサイド（眼鬼 / キャロット）
- D_CIDE TRAUMEREI THE ANIMATION（愛莉の母）
- 迷宮ブラックカンパニー（シア）
- 異世界食堂2（アリス）

2022年
- ふしぎ駄菓子屋 銭天堂（皐月はるか）

2023年
- アリス・ギア・アイギス Expansion（母親）
- アイドルマスター ミリオンライブ！（舞浜歩）

2024年
- ハミダシクリエイティブ（和泉妃愛）

2025年
- メダリスト（那智鞠緒）
- ブスに花束を。（黒川千夏）

### 劇場アニメ
- バケモノの子（2015年）
- しまじろうと えほんのくに（2016年、マカロン妹）
- ポッピンQ（2016年、三橋ナナ[21]）
- 虐殺器官（2017年）[22]
- 夜明け告げるルーのうた（2017年、若い母親）

### OVA
- この男子、人魚ひろいました。（2012年、小綱）
- 暗殺教室（2013年、矢田桃花） - ジャンプスーパーアニメツアー2013上映作品
- ZEPHYR（2014年、女子1） - Rejet Fes.2014 限定アニメーション
- デュラララ!!×２ 承 外伝!? 第4.5話（2015年、よっちゃん、いじめっこ女子）
- ペルソナ4 ザ・ゴールデン Another End Episode（2015年）
- 鬼灯の冷徹（2015年、金魚草コンテスト参加者、エンジェル朱色[23]） - 第17・18・19巻限定版[24]
- 虹色デイズ（2016年、千葉） - コミックス第13巻アニメDVD同梱版
- 『sin 七つの大罪』ショートアニメ「懺悔録」（2017年、十束真莉亜） - Web未公開エピソード

### Webアニメ
- 端ノ向フ（2012年、児童・乙）
- おしゅしだよ（2017年、おしゅし、他）
- 『sin 七つの大罪』ショートアニメ「懺悔録」（2017年、十束真莉亜）
- えとたま〜猫客万来〜（2021年、キーたん[25]）

### ゲーム
2013年
- アイドルマスター ミリオンライブ!（2013年 - 2017年、舞浜歩）
- 必殺仕事人 〜お仕置きコレクション〜（白鳥百合子、野々村すみれ、野中香奈）

2014年
- ウチの姫さまがいちばんカワイイ（栗鼠姫 ナナミ・ロリス）

2015年
- アヴァベルオンライン（ボイスタイプ女性07）
- インフィニット・ドライブ（コゼット、マリー、セシル）
- 剣が君 for V（お松）
- 幻獣契約クリプトラクト（2015年 - 2023年、サシャ、ブーケ、タニア、キャット、ミラ、イシス、テフネト、ベレッタ、ポーリー、セイレーン、シャンマオ、アラ、チャウシー、チェリオ、デアトート、レテ）
- 白猫プロジェクト（ツユハ・レイニーデイ）
- 征戦!エクスカリバー（キャプテン・ルドヴィカ）
- 戦国アスカZERO（前田慶次、天海僧正）
- 戦国大戦（2015年 - 2016年、SS能島姫、R長尾景秋、R青柳、UC勝女姫、亘理御前）
- ソードアート・オンライン コード・レジスタ（ルカ、椿姫）
- ソードアート・オンライン ロスト・ソング
- デュラララ!! Relay（女子高生、森ガール風女子）

2016年
- 赤い砂堕ちる月（僚布）
- 一血卍傑-ONLINE-（カッパ、ヤヲビクニ）
- エイリアンのたまご（フェルミ）
- オーディンスフィア レイヴスラシル（フェニックスライダー）
- 学戦都市アスタリスクフェスタ 鳳華絢爛（シャノン・ソールズベリー、インターホン音声、メディア記者）
- 逆転オセロニア（レムカ）
- グランドサマナーズ（ソフィ）
- 限界凸旗 セブンパイレーツ（ドロア）
- 剣が君 百夜綴り（お松）
- ゴッドオブハイスクール【神スク】（看護師サイ）
- サモンナイト6 失われた境界たち（カシス）
- シノビナイトメア（マリア）
- 車なごコレクション（プレマシー、SAI）
- 星界神話 -ASTRAL TALE-（星霊・マロン）
- 政剣マニフェスティア（トルーディ・オオクボ、モリー・サイゴウ）
- 誰ガ為のアルケミスト（アンナ）
- DIABOLIK LOVERS LUNATIC PARADE（ヴァンパイアの少年、母親、ヴァンパイア女F）
- ドラゴンジェネシス -聖戦の絆-（リントヴルム）
- 信長の野望Online（小松姫）
- ファントムオブキル（アスカロン）
- フィリスのアトリエ 〜不思議な旅の錬金術士〜（ティアナ・パッツェン）
- 不思議の幻想郷 TOD -RELOADED-（スターサファイア）
- 武装少女（虻川慧）
- ぷよぷよ!!クエスト（2016年 - 2018年、ビャッコ、ケイト）
- 魔法少女 ノブナガサーガ（ジャック）
- モン娘☆は〜れむ（メア、ドルチェ）
- LINE 三国志ブレイブ（銀牙の月華 太史慈）
- ワンダーオラクル（レオニダス）

2017年
- NEW GAME! -THE CHALLENGE STAGE!-（篠田はじめ）
- スターレット（イリス）
- 政剣マニフェスティア（カテリーン・タニ）
- GODGAMES（悪戯のマエロル）
- ヴァリアントナイツ（オウ＝リンファ）
- クイズRPG 魔法使いと黒猫のウィズ（ミミ&ララ）
- 幻想少女（蔡文姫）
- コード・オブ・ジョーカー EDGE（レモンガール、傀儡士エド、ピヨビルダー）
- 天歌統一ぷろじぇくと（足利義輝）
- クラッシュ・オブ・パンツァー（ラインヒルデ・ゲーレン、ウィレミナ・ドノバン）
- はがねオーケストラ（ヒヨミ、フランボワーズ）
- かんぱに☆ガールズ（プルルア・カプル）
- 刻のイシュタリア（ロビンフッド、セルキー、コアトリクエ、アウトマティア、アナーヒター、ダーイン）
- 編隊少女（ジェラルダイン・マーシュ）
- アイドルマスター ミリオンライブ! シアターデイズ（2017年 - 2024年、舞浜歩）
- スタートリガー（リリア）
- ヴィーナスランブル（イズン）
- ファイナルファンタジーXV
- 戦国アスカZERO（篠田はじめ）
- CODE OF JOKER Pocket（橘友紀）
- セヴンデイズ あなたとすごす七日間（九十九シズク）
- セブンズストーリー（ジゼル）
- ガールズ&パンツァー 戦車道大作戦!（篠田はじめ）
- 白猫テニス（ツユハ）
- ソラヒメ（Su-15、B-1）
- ぱすてるメモリーズ（里中小町）
- 地球防衛軍5（ウイングダイバー）
- きららファンタジア（2017年 - 2018年、篠田はじめ、飯塚ゆず）

2018年
- キミの瞳にヒットミー（塚端みこ）
- CARAVAN STORIES（マイラ）
- 暁のエピカ -Union Brave-（マロン）
- ナイツクロニクル（シド）
- アリス・ギア・アイギス（2018年 - 2024年、王紅花）
- 温泉むすめ ゆのはな これくしょん（和倉雅奈）
- 恒星少女（フム・アル・S）

2019年
- メリーガーランド（シャビン）
- 蒼藍の誓い ブルーオース（電、グナイゼナウ）
- 不思議の幻想郷 -ロータスラビリンス-（スターサファイア）

2020年
- エースヴァージン: 再出撃（Su-15、B-1）
- ユートピア・ゲート〜双子の女神と未来へのつばさ〜（エリカ）
- ドラガリアロスト（ケットシー）
- eBASEBALLパワフルプロ野球2020（セティーヌ）
- タベオウジャ（レモネ・リモーナ）

2021年
- EXOS HEROES（グリシル）
- アイドルマスター ポップリンクス（舞浜歩）
- ハミダシクリエイティブ（和泉妃愛）
- sin 七つの大罪 X-TASY（十束真莉亜）
- アズールレーン（葛城）
- フィギュアストーリー（S-VIII）

2022年
- 燐光のレムリア 星空の絆（シャロティ）
- DNF DUEL（エンチャントレス）

2023年
- 共闘ことばRPG コトダマン（サイレット）
- ハリー・ポッター:魔法の覚醒（アイビー・ワリントン）
- 超探偵事件簿 レインコード（クルミ＝ウェンディー）
- マブラヴ：ディメンションズ（甲斐志摩子）

2024年
- ファントム オブ キル -オルタナティブ・イミテーション-（アスカロン）
- ユニコーンオーバーロード（ガラドミア）
- 不思議の幻想郷 -FORESIGHT-（スターサファイア）

2025年
- ファントム・ブレイブ 幽霊船団と消えた英雄（アプリコ）

### ドラマCD
- 國崎出雲の事情（2012年、ウェイトレス、女子高生） - 単行本11巻ドラマCDつき限定版
- キャラクターCD「最遊記」〜玄奘三蔵〜（2013年、女性、子供）
- 桜坂学園☆プロジェクト 中等部（2014年、松井春香）
- アイドルマスター ミリオンライブ！ シリーズ（2015年 - 、舞浜歩）
- O.B.（2015年、みずき）
- TVアニメ「NEW GAME!」ドラマCD（2015年、篠田はじめ[65]）

### デジタルコミック
- お前は俺を殺す気か（2017年、橋本雨音[66]）
- アニコミ ネトゲ恋愛〜オフ会行ったらイケメン同僚に遭遇してしまいました…〜（2019年、風見絵里奈[67]）

### 吹き替え

#### 映画
- ムード・インディゴ うたかたの日々（2013年、花屋）
- マイ・ベスト・フレンド（2015年、10代ジェス、ジェスの子供）
- ソング・オブ・ザ・シー 海のうた（2016年、子供）
- ノック・ノック（2016年、ジェイク）
- ミーン・ガールズ（2024年、グレッチェン）

#### テレビドラマ
2012年
- 科学ファミリーラボラッツ（女の子3）
- シェキラ!（ディリン）
- JESSIE（マッジ）

2014年
- ホジュン〜伝説の心医〜（ミグム、チェリョン、ユ氏、オッカ）
- 新米刑事モース〜オックスフォード事件簿 #7

2015年
- エンパイア（ヘリーンの娘）
- 私の残念な彼氏（本部女、小坊主 他）

2016年
- Xファイル2016（ウィリアム）

2017年
- 12モンキーズ シーズン2 #3
- リブとマディ in カリフォルニア（ルビー）
- クレイジー・エックス・ガールフレンド（マヤ）
- コード・ブラック 生と死の間で（ジョシュア）
- ミルドレッドの魔女学校（エセル・ハロウ）

#### アニメ
- ベン10：オムニバース（2014年、アテア、ニャンシー・チャン）
- サム・アセンブリー ティーンエイジャーCEO（2015年、ガール1）
- ジョン・ヘンリー（2015年、ジョン〈幼少期〉、ジョンの息子）
- ドックはおもちゃドクター（2015年、バブルモンキー）
- ちいさなプリンセス ソフィア（2016年、チャド）

### ラジオ
※はインターネット配信。
- みなとそふとラジオ（2014年 - 2015年、超!A&G+※）
- sin 七つの大罪〜π(パイ)ラジ〜（2017年、音泉※）
- 本多真梨子・戸田めぐみの ほんとだ！（2018年 - 2019年、超!A&G+※、ニコニコチャンネル※）[68]

### ラジオCD
- 「えとたまらじお〜ソルラルくれにゃ!〜」Vol.3（2015年）[69]※ゲスト
- 「えとたまらじお〜ソルラルくれにゃ!〜」Vol.4（2016年）[70]※ゲスト
- ゆきんこ・りえしょんのいちごまみれだよ〜 ラジオCD 4カゴめ（2016年）[71]※録りおろしゲスト

### テレビ番組
- アヴァベルオンライン生放送スペシャル（2016年4月24日、テレビ東京）
- アニメマシテ（2016年11月8・15日、テレビ東京）

### ボイスオーバー
- 地球ドラマチック（NHK総合）
  - 「4歳児のヒミツ〜驚きがいっぱい〜」（2015年）
  - 「10代 成長の秘密〜子どもはどうやって大人になるのか〜」（2016年）
  - 「社交ダンスボーイズ」（2017年）
  - 「５歳児のヒミツ〜大人への第一歩〜」（2017年）
  - 「６歳児のヒミツ〜“ぼく・わたし”って何者？〜」（2018年）
- モーガン・フリーマン時空を超えて（2016年、NHK教育）

### 映像商品
- THE IDOLM@STER MILLION LIVE! 2ndLIVE ENJOY H@RMONY!! Live Blu-ray Day1（2015年）[72]
- THE IDOLM@STER MILLION LIVE! 3rdLIVE TOUR BELIEVE MY DRE@M!! LIVE Blu-ray 04@OSAKA【DAY2】（2016年）[73]
- THE IDOLM@STER MILLION LIVE! 4thLIVE TH@NK YOU for SMILE! LIVE Blu-ray DAY2/DAY3（2018年）[74][75][76]
- THE IDOLM@STER 765 MILLIONSTARS HOTCHPOTCH FESTIV@L!! LIVE Blu-ray DAY1（2018年）[77][78]
- 温泉むすめ 3rd LIVE “NOW ON☆SENSATION!! Vol.3”～ワイワイワッチョイナ！！～（2018年）[79]
- THE IDOLM@STER MILLION LIVE! 5thLIVE BRAND NEW PERFORM@NCE!!! LIVE Blu-ray DAY1（2019年）[80]
- THE IDOLM@STER MILLION LIVE! 6thLIVE TOUR UNI-ON@IR!!!! LIVE Blu-ray（2020年）[81][82]
- バンダイナムコエンターテインメントフェスティバル 2days LIVE Blu-ray（2020年、アイドルマスター 765ミリオンスターズとして出演）[83]

### 舞台
- シャークエンド（2019年7月20日・21日、渋谷シダックスカルチャーホール） - アヴィ 役（20日） / キャロル 役（21日）[84]

### CM
- アソビモ アヴァベルオンライン[85]
- オムニボット ハロー！ウ〜ニャン
- 優マーク制度PV 「優マークマン」（カサイー、女の人）
- マルちゃん『生ラーメン少女漫画』キャンペーンPV

### その他コンテンツ
- 温泉むすめ（2017年、和倉雅奈）
- アップルインフォメーション（tvk:2018年3月4日 - 、ナレーション）
- オーディオブック『やはり俺の青春ラブコメはまちがっている。』シリーズ（2019年 -　朗読（女性キャラクター全般））
- パチンコ『Pフィーバー アイドルマスター ミリオンライブ!』（2021年、舞浜歩[86]）
- パチスロ『パチスロ アイドルマスター ミリオンライブ!』（2021年、舞浜歩[87]）
- ASMR『桜木学園癒やし部～1年C組・五十嵐千歌 生意気クール娘の献身癒やし耳かき編～』（2022年、五十嵐千歌）
- パチンコ『P sin 七つの大罪 X-TREME』（2023年、十束真莉亜）

## ディスコグラフィ

### キャラクターソング
| 発売日   | 商品名                                                                                 | 歌 | 楽曲 | 備考                                                                   |
| 2013年   | 2013年                                                                                 | 2013年 | 2013年 | 2013年                                                                 |
| -------- | -------------------------------------------------------------------------------------- | --- | --- | ---------------------------------------------------------------------- |
| 4月24日  | THE IDOLM@STER LIVE THE@TER PERFORMANCE 01 Thank You!                                  | 765 MILLIONSTARS | 「Thank You!」 | ゲーム『アイドルマスター ミリオンライブ！』テーマソング                |
| 4月24日  | THE IDOLM@STER LIVE THE@TER PERFORMANCE 01 Thank You!                                  | 765THEATER ALLSTARS | 「Thank You!」 | ゲーム『アイドルマスター ミリオンライブ！』テーマソング                |
| 2014年   |                                                                                        | | |                                                                        |
| 1月29日  | Won(*3*)Chu KissMe!/Kiss(and)Love                                                      | SAKURA*TRICK | 「Won(*3*)Chu KissMe!」 | テレビアニメ『桜Trick』オープニングテーマ                              |
| 1月29日  | Won(*3*)Chu KissMe!/Kiss(and)Love                                                      | SAKURA*TRICK | 「Kiss(and)Love【SAKURA♪Ver.】」 | テレビアニメ『桜Trick』関連曲                                          |
| 2月26日  | SAKURA♪SONG 03                                                                         | 飯塚ゆず（戸田めぐみ） | 「快晴のステップ！」 | テレビアニメ『桜Trick』関連曲                                          |
| 2月26日  | THE IDOLM@STER LIVE THE@TER PERFORMANCE 11                                             | 舞浜歩（戸田めぐみ） | 「Get My Shinin'」 | ゲーム『アイドルマスター ミリオンライブ！』関連曲                      |
| 2月26日  | THE IDOLM@STER LIVE THE@TER PERFORMANCE 11                                             | 菊地真（平田宏美）、双海真美（下田麻美）、島原エレナ（角元明日香）、舞浜歩（戸田めぐみ） | 「Fu-Wa-Du-Wa」 | ゲーム『アイドルマスター ミリオンライブ！』関連曲                      |
| 4月9日   | SAKURA♪SONG ALBUM SAKURA*SAKU -桜*作-                                                  | SAKURA*TRICK | 「VENUS -be us!-」 「Kiss(and)Love【楓&ゆず】」 | テレビアニメ『桜Trick』関連曲                                          |
| 2015年   |                                                                                        | | |                                                                        |
| 1月28日  | THE IDOLM@STER LIVE THE@TER HARMONY 07                                                 | BIRTH | 「Birth of Color」 「Welcome!!」 | ゲーム『アイドルマスター ミリオンライブ！』関連曲                      |
| 1月28日  | THE IDOLM@STER LIVE THE@TER HARMONY 07                                                 | 舞浜歩（戸田めぐみ） | 「ユニゾン☆ビート」 | ゲーム『アイドルマスター ミリオンライブ！』関連曲                      |
| 4月4日   | THE IDOLM@STER LIVE THE@TER SOLO COLLECTION Vol.01                                     | 舞浜歩（戸田めぐみ） | 「Fu-Wa-Du-Wa」 | ゲーム『アイドルマスター ミリオンライブ！』関連曲                      |
| 4月22日  | blue moment                                                                            | ソルラルBOB | 「blue moment」 | テレビアニメ『えとたま』エンディングテーマ                             |
| 6月17日  | えとたま キャラクターソングミニアルバム (3) 最強プロデュース！ めざせ干支ップ☆アイドル | ウサたん（相坂優歌）、ウマたん（小澤亜李）、キーたん（戸田めぐみ）、イヌたん（本多真梨子） | 「最強プロデュース！めざせ干支ップ☆アイドル」 | テレビアニメ『えとたま』関連曲                                         |
| 6月17日  | えとたま キャラクターソングミニアルバム (3) 最強プロデュース！ めざせ干支ップ☆アイドル | キーたん（戸田めぐみ）、イヌたん（本多真梨子） | 「ふたりマイウェイ！」 | テレビアニメ『えとたま』関連曲                                         |
| 6月17日  | えとたま キャラクターソングミニアルバム (3) 最強プロデュース！ めざせ干支ップ☆アイドル | キーたん（戸田めぐみ） | 「blue moment［もーっと！キーたんver.］」 | テレビアニメ『えとたま』関連曲                                         |
| 9月30日  | THE IDOLM@STER LIVE THE@TER DREAMERS 01 Dreaming!                                      | MILLION ALLSTARS | 「Welcome!!」 | ゲーム『アイドルマスター ミリオンライブ！』関連曲                      |
| 2016年   |                                                                                        | | |                                                                        |
| 1月30日  | THE IDOLM@STER LIVE THE@TER SOLO COLLECTION Vol.03 Dance Edition                       | 舞浜歩（戸田めぐみ） | 「Birth of Color」 | ゲーム『アイドルマスター ミリオンライブ！』関連曲                      |
| 3月23日  | THE IDOLM@STER LIVE THE@TER DREAMERS 06                                                | 大神環（稲川英里）、菊地真（平田宏美）、高坂海美（上田麗奈）、島原エレナ（角元明日香）、田中琴葉（種田梨沙）、永吉昴（斉藤佑圭）、福田のり子（浜崎奈々）、双海真美（下田麻美）、星井美希（長谷川明子）、舞浜歩（戸田めぐみ） | 「Dreaming!」 | ゲーム『アイドルマスター ミリオンライブ！』関連曲                      |
| 3月23日  | THE IDOLM@STER LIVE THE@TER DREAMERS 06                                                | 菊地真（平田宏美）、舞浜歩（戸田めぐみ） | 「Beat the World!!」 | ゲーム『アイドルマスター ミリオンライブ！』関連曲                      |
| 7月27日  | SAKURAスキップ                                                                         | fourfolium | 「SAKURAスキップ」 | テレビアニメ『NEW GAME!』オープニングテーマ                            |
| 7月27日  | SAKURAスキップ                                                                         | fourfolium | 「Shake!」 | テレビアニメ『NEW GAME!』関連曲                                        |
| 7月27日  | Now Loading!!!!                                                                        | fourfolium | 「Now Loading!!!!」 | テレビアニメ「NEW GAME!」エンディングテーマ                            |
| 7月27日  | Now Loading!!!!                                                                        | fourfolium | 「ほっしーの！」 | テレビアニメ『NEW GAME!』関連曲                                        |
| 12月21日 | NEW GAME! キャラクターソングCD Lv.4                                                    | 篠田はじめ（戸田めぐみ）、桜ねね（朝日奈丸佳） | 「ミラクル☆マジカル☆ムーンレンジャー」 | テレビアニメ『NEW GAME!』関連曲                                        |
| 2017年   |                                                                                        | | |                                                                        |
| 1月11日  | THE IDOLM@STER LIVE THE@TER FORWARD 02 BlueMoon Harmony                                | サジタリアス | 「Raise the FLAG」 | ゲーム『アイドルマスター ミリオンライブ！』関連曲                      |
| 1月11日  | THE IDOLM@STER LIVE THE@TER FORWARD 02 BlueMoon Harmony                                | BlueMoon Harmony | 「brave HARMONY」 | ゲーム『アイドルマスター ミリオンライブ！』関連曲                      |
| 2月8日   | Now Singing♪♪♪♪                                                                        | fourfolium | 「ググッとワーク☆彡」 | ゲーム『NEW GAME! -THE CHALLENGE STAGE!-』オープニングテーマ           |
| 2月8日   | Now Singing♪♪♪♪                                                                        | fourfolium | 「向上上々ハイジャンプ↑↑↑↑」 | ゲーム『NEW GAME! -THE CHALLENGE STAGE!-』エンディングテーマ           |
| 2月8日   | Now Singing♪♪♪♪                                                                        | 篠田はじめ（戸田めぐみ） | 「It's OK!!」 | テレビアニメ『NEW GAME!』挿入歌                                        |
| 3月9日   | THE IDOLM@STER LIVE THE@TER SOLO COLLECTION 04 BlueMoon Theater                        | 舞浜歩（戸田めぐみ） | 「Beat the World!!!」 | ゲーム『アイドルマスター ミリオンライブ！』関連曲                      |
| 7月26日  | STEP by STEP UP↑↑↑↑                                                                    | fourfolium | 「STEP by STEP UP↑↑↑↑」 | テレビアニメ『NEW GAME!!』オープニングテーマ                           |
| 7月26日  | STEP by STEP UP↑↑↑↑                                                                    | fourfolium | 「ススメRunner!!」 | テレビアニメ『NEW GAME!!』関連曲                                       |
| 7月26日  | JUMPin' JUMP UP!!!!                                                                    | fourfolium | 「JUMPin' JUMP UP!!!!」 「ユメイロコンパス」 | テレビアニメ『NEW GAME!!』エンディングテーマ                           |
| 7月26日  | THE IDOLM@STER MILLION THE@TER GENERATION 01 Brand New Theater!                        | 765 MILLION ALLSTARS | 「Brand New Theater!」 | ゲーム『アイドルマスター ミリオンライブ！ シアターデイズ』テーマソング |
| 7月26日  | THE IDOLM@STER MILLION THE@TER GENERATION 01 Brand New Theater!                        | 765 MILLION ALLSTARS | 「Dreaming!」 | ゲーム『アイドルマスター ミリオンライブ！ シアターデイズ』関連曲       |
| 8月17日  | ファントム♥パラディーゾ                                                                | アスカロン（戸田めぐみ）、フォルカス（清都ありさ）、ムラマサ（内田愛美） | 「ファントム♥パラディーゾ」 | ゲーム『ファントム オブ キル』テーマソング                             |
| 9月27日  | VOCAL STAGE 3                                                                          | 篠田はじめ（戸田めぐみ） | 「CLEAR!」 | テレビアニメ『NEW GAME!!』関連曲                                       |
| 10月4日  | LUSH STAR☆                                                                             | LUSH STAR☆ | 「LUSH STAR☆」 「恋と名付けたもの」 | 『温泉むすめ』関連曲                                                   |
| 11月22日 | THE IDOLM@STER MILLION THE@TER GENERATION 02 フェアリースターズ                        | フェアリースターズ | 「Brand New Theater!」 | ゲーム『アイドルマスター ミリオンライブ！ シアターデイズ』関連曲       |
| 11月29日 | NEW GAME!! キャラクターソングCD Rank.3                                                 | 篠田はじめ（戸田めぐみ） | 「Lv UP DAYS」 「STEP by STEP UP↑↑↑↑」 「JUMPin' JUMP UP!!!!」 「ユメイロコンパス」                                                                | テレビアニメ『NEW GAME!!』関連曲                                       |
| 2018年   |                                                                                        | | |                                                                        |
| 1月24日  | SINGin' SING UP♪♪♪♪                                                                    | 篠田はじめ（戸田めぐみ）、飯島ゆん（竹尾歩美） | 「カラフル☆フュージョン」 | テレビアニメ『NEW GAME!!』関連曲                                       |
| 2月7日   | THE IDOLM@STER MILLION LIVE! M@STER SPARKLE 06                                         | 舞浜歩（戸田めぐみ） | 「Oli Oli DISCO」 | ゲーム『アイドルマスター ミリオンライブ！ シアターデイズ』関連曲       |
| 4月4日   | THE IDOLM@STER MILLION LIVE! M@STER SPARKLE 08                                         | 765 MILLION ALLSTARS | 「Brand New Theater!」 | ゲーム『アイドルマスター ミリオンライブ！ シアターデイズ』関連曲       |
| 6月1日   | THE IDOLM@STER LIVE THE@TER SOLO COLLECTION 06 フェアリースターズ                      | 舞浜歩（戸田めぐみ） | 「Raise the FLAG」 | ゲーム『アイドルマスター ミリオンライブ！』関連曲                      |
| 8月29日  | THE IDOLM@STER MILLION THE@TER GENERATION 11 UNION!!                                   | 765 MILLION ALLSTARS | 「UNION!!」 「Welcome!!」 | ゲーム『アイドルマスター ミリオンライブ！ シアターデイズ』関連曲       |
| 2019年   |                                                                                        | | |                                                                        |
| 3月27日  | THE IDOLM@STER MILLION THE@TER GENERATION 15 Jelly PoP Beans                           | Jelly PoP Beans | 「月曜日のクリームソーダ」 「I did+I will」 | ゲーム『アイドルマスター ミリオンライブ！ シアターデイズ』関連曲       |
| 4月26日  | THE IDOLM@STER THE@TER SOLO COLLECTION 07 FAIRY STARS                                  | 舞浜歩（戸田めぐみ） | 「brave HARMONY」 | ゲーム『アイドルマスター ミリオンライブ！』関連曲                      |
| 7月24日  | THE IDOLM@STER MILLION THE@TER WAVE 01 Flyers!!!                                       | 765 MILLION ALLSTARS | 「Flyers!!!」 | ゲーム『アイドルマスター ミリオンライブ！ シアターデイズ』関連曲       |
| 2020年   |                                                                                        | | |                                                                        |
| 8月26日  | THE IDOLM@STER MILLION THE@TER WAVE 10 Glow Map                                        | 765 MILLION ALLSTARS | 「Glow Map」 | ゲーム『アイドルマスター ミリオンライブ！ シアターデイズ』関連曲       |
| 11月25日 | THE IDOLM@STER MILLION THE@TER WAVE 08 miraclesonic☆expassion                          | miraclesonic☆expassion | 「絶対的Performer」 「My Evolution」 | ゲーム『アイドルマスター ミリオンライブ！ シアターデイズ』関連曲       |
| 2021年   |                                                                                        | | |                                                                        |
| 5月22日  | THE IDOLM@STER LIVE THE@TER SOLO COLLECTION 08 Fairy Stars                             | 舞浜歩（戸田めぐみ） | 「I did+I will」 | ゲーム『アイドルマスター ミリオンライブ！ シアターデイズ』関連曲       |
| 7月28日  | THE IDOLM@STER MILLION THE@TER SEASON Harmony 4 You                                    | 765 MILLION ALLSTARS | 「Harmony 4 You」 | ゲーム『アイドルマスター ミリオンライブ！ シアターデイズ』関連曲       |
| 7月28日  | THE IDOLM@STER MILLION THE@TER SEASON Harmony 4 You                                    | フェアリースターズ | 「EVERYDAY STARS!!」 | ゲーム『アイドルマスター ミリオンライブ！ シアターデイズ』関連曲       |
| 11月24日 | THE IDOLM@STER MILLION LIVE! M@STER SPARKLE2 02                                        | 舞浜歩（戸田めぐみ） | 「Dual Style Idol」 | ゲーム『アイドルマスター ミリオンライブ！ シアターデイズ』関連曲       |
| 2022年   |                                                                                        | | |                                                                        |
| 2月12日  | THE IDOLM@STER LIVE THE@TER SOLO COLLECTION 09 Fairy Stars                             | 舞浜歩（戸田めぐみ） | 「絶対的Performer」 | ゲーム『アイドルマスター ミリオンライブ！ シアターデイズ』関連曲       |
| 3月16日  | THE IDOLM@STER MILLION THE@TER VARIETY 01                                              | 中谷育（原嶋あかり）、我那覇響（沼倉愛美）、佐竹美奈子（大関英里）、篠宮可憐（近藤唯）、舞浜歩（戸田めぐみ） | 「ワールド・アスレチック・COOK-KING 〜勝者必食!?スポ食の秋〜」 「ワールド・アスレチック・COOK-KING 〜勝者必食!?スポ食の秋〜 シャッフルバージョン」 | ゲーム『アイドルマスター ミリオンライブ！ シアターデイズ』関連曲       |
| 7月27日  | THE IDOLM@STER MILLION THE@TER SEASON 夢にかけるRainbow                                | 765 MILLION ALLSTARS | 「夢にかけるRainbow」 | ゲーム『アイドルマスター ミリオンライブ！ シアターデイズ』関連曲       |
| 7月27日  | THE IDOLM@STER MILLION THE@TER SEASON 夢にかけるRainbow                                | フェアリースターズ | 「夢にかけるRainbow」 | ゲーム『アイドルマスター ミリオンライブ！ シアターデイズ』関連曲       |
| 10月26日 | THE IDOLM@STER MILLION THE@TER SEASON SHADE OF SPADE                                   | SHADE OF SPADE | 「ESPADA」 「Harmony 4 You」 | ゲーム『アイドルマスター ミリオンライブ！ シアターデイズ』関連曲       |
| 10月26日 | THE IDOLM@STER MILLION THE@TER SEASON SHADE OF SPADE                                   | 星井美希（長谷川明子）、舞浜歩（戸田めぐみ）、最上静香（田所あずさ）、篠宮可憐（近藤唯）、中谷育（原嶋あかり） | 「Criminally Dinner 〜正餐とイーヴルナイフ〜」 | ゲーム『アイドルマスター ミリオンライブ！ シアターデイズ』関連曲       |
| 12月14日 | THE IDOLM@STER MILLION THE@TER VARIETY 02                                              | 765 MILLION ALLSTARS | 「Brand New Theater! 〜Brand New Year Ver.〜」 | ゲーム『アイドルマスター ミリオンライブ！ シアターデイズ』関連曲       |
| 2023年   |                                                                                        | | |                                                                        |
| 1月14日  | THE IDOLM@STER LIVE THE@TER SOLO COLLECTION 11 Fairy Stars                             | 舞浜歩（戸田めぐみ） | 「Criminally Dinner 〜正餐とイーヴルナイフ〜」 | ゲーム『アイドルマスター ミリオンライブ！ シアターデイズ』関連曲       |
| 2月22日  | THE IDOLM@STER MILLION THE@TER SEASON FINAL                                            | 佐竹美奈子（大関英里）、北沢志保（雨宮天）、天海春香（中村繪里子）、舞浜歩（戸田めぐみ）、松田亜利沙（村川梨衣） | 「オレンジ・エピソード」 | ゲーム『アイドルマスター ミリオンライブ！ シアターデイズ』関連曲       |
| 3月23日  | THE IDOLM@STER 765 MILLION ALLSTARS BEST                                               | 765 MILLION ALLSTARS | 「Thank You!（765 MILLION ALLSTARS ver.）」 「夢にかけるRainbow（Brand New Ver.）」 「Crossing!」                                                  | ゲーム『アイドルマスター ミリオンライブ！ シアターデイズ』関連曲       |
| 3月23日  | THE IDOLM@STER LIVE THE@TER BEST                                                       | BlueMoon Harmony | 「brave HARMONY（Brand New Ver.）」 | ゲーム『アイドルマスター ミリオンライブ！ シアターデイズ』関連曲       |
| 4月22日  | THE IDOLM@STER LIVE THE@TER SOLO COLLECTION 12 Fairy Stars                             | 舞浜歩（戸田めぐみ） | 「My Evolution」 | ゲーム『アイドルマスター ミリオンライブ！ シアターデイズ』関連曲       |
| 7月26日  | THE IDOLM@STER MILLION LIVE! グッドサイン                                              | 765 MILLION ALLSTARS | 「グッドサイン」 | ゲーム『アイドルマスター ミリオンライブ！ シアターデイズ』関連曲       |
| 7月26日  | THE IDOLM@STER MILLION LIVE! グッドサイン                                              | フェアリースターズ | 「グッドサイン」 | ゲーム『アイドルマスター ミリオンライブ！ シアターデイズ』関連曲       |
| 8月23日  | THE IDOLM@STER MILLION ANIMATION THE@TER『Rat A Tat!!!』                               | MILLIONSTARS | 「Rat A Tat!!!」 | テレビアニメ『アイドルマスター ミリオンライブ！』オープニングテーマ    |
| 8月23日  | THE IDOLM@STER MILLION ANIMATION THE@TER『Rat A Tat!!!』                               | MILLIONSTARS | 「セブンカウント」 | テレビアニメ『アイドルマスター ミリオンライブ！』イメージソング        |
| 9月27日  | THE IDOLM@STER MILLION THE@TER VARIETY 04                                              | 舞浜歩（戸田めぐみ）、水瀬伊織（釘宮理恵）、高山紗代子（駒形友梨）、永吉昴（斉藤佑圭）、百瀬莉緒（山口立花子） | 「Dance in the Light」 | ゲーム『アイドルマスター ミリオンライブ！ シアターデイズ』関連曲       |
| 10月25日 | THE IDOLM@STER MILLION ANIMATION THE@TER MILLIONSTARS Team7th『トワラー』              | MILLIONSTARS Team7th | 「トワラー」 | テレビアニメ『アイドルマスター ミリオンライブ！』関連曲                |
| 2024年   |                                                                                        | | |                                                                        |
| 1月31日  | THE IDOLM@STER MILLION C@STING 02 エンダーエンダー                                     | 北上麗花（平山笑美）、舞浜歩（戸田めぐみ）、ロコ（中村温姫）、伊吹翼（Machico）、箱崎星梨花（麻倉もも） | 「エンダーエンダー」 | ゲーム『アイドルマスター ミリオンライブ！ シアターデイズ』関連曲       |
| 2月21日  | THE IDOLM@STER MILLION ANIMATION THE@TER START THE DREAM                               | MILLIONSTARS | 「REFRAIN REL@TION」 「Brand New Theater!」 | テレビアニメ『アイドルマスター ミリオンライブ！』挿入歌                |
| 2月21日  | THE IDOLM@STER MILLION ANIMATION THE@TER START THE DREAM                               | MILLIONSTARS | 「Thank You!（Acoustic ver.）」 | テレビアニメ『アイドルマスター ミリオンライブ！』挿入歌                |
| 3月29日  | アイドルマスター ミリオンライブ！ BD 特装版第3巻 特典CD                                | MILLIONSTARS Team7th | 「Rat A Tat!!!」 | テレビアニメ『アイドルマスター ミリオンライブ！』関連曲                |
| 7⽉31⽇  | THE IDOLM@STER MILLION LIVE! 7Days A Week!!                                            | 765 MILLION ALLSTARS | 「7Days A Week!!」 「DIAMOND DAYS」 | ゲーム『アイドルマスター ミリオンライブ！ シアターデイズ』関連曲       |
| 7⽉31⽇  | THE IDOLM@STER MILLION LIVE! 7Days A Week!!                                            | 北上麗花（平山笑美）、舞浜歩（戸田めぐみ）、ロコ（中村温姫）、伊吹翼（Machico）、箱崎星梨花（麻倉もも） | 「DIAMOND DAYS」 | ゲーム『アイドルマスター ミリオンライブ！ シアターデイズ』関連曲       |
| 7⽉31⽇  | THE IDOLM@STER LIVE THE@TER SOLO COLLECTION 「DIAMOND DAYS」 FAIRY STARS               | 舞浜歩（戸田めぐみ） | 「DIAMOND DAYS」 | ゲーム『アイドルマスター ミリオンライブ！ シアターデイズ』関連曲       |
| 11月27日 | THE IDOLM@STER MILLION MOVEMENT OF STARDOM ROAD 05 未完成のポラリス                    | 宮尾美也（桐谷蝶々）、望月杏奈（夏川椎菜）、舞浜 歩（戸田めぐみ）、横山奈緒（渡部優衣） | 「未完成のポラリス」 | ゲーム『アイドルマスター ミリオンライブ！ シアターデイズ』関連曲       |